# John Pelham (3e baronnet)
John Pelham, 3e baronnet (1623–1703) est un homme politique anglais qui siège à la Chambre des communes d'Angleterre à divers moments entre 1644 et 1698.

## Biographie
Il est le fils de Thomas Pelham, et de sa femme Mary Wilbraham.
En 1645, il est élu député de Hastings pour remplacer les royalistes chassés du Long Parlement. Il est compris dans la purge de Pride en 1648. Il hérite du titre de baronnet à la mort de son père en 1654. La même année, il est élu député du Sussex dans le premier parlement du protectorat et continue à siéger au deuxième parlement du protectorat jusqu'en 1658. Après la restauration, il est député du Sussex de 1660 à 1681 et de 1689 à 1698.
Il épouse Lucy Sydney, fille de Robert Sidney et son épouse, Dorothy Percy, le 20 janvier 1647 Ils ont trois fils et deux filles :
- Elizabeth Pelham, mariée avec Edward Montagu
- Lucy Pelham, mariée avec Gervase Pierrepont
- Thomas Pelham (1653-1712)
- John Pelham, mort célibataire
- Henry Pelham (c.1661–1721).

Son fils Thomas lui succède et est créé baron Pelham en 1706.
En 1694, Pelham assiste à un match de cricket à Lewes. C'est l'une des premières références de l'histoire du cricket dans laquelle une personne nommée est impliquée .